# Blanc comme neige (Black Mirror)
Pour les articles homonymes, voir Blanc comme neige.
Blanc comme neige (White Christmas) est un épisode spécial de la série britannique Black Mirror diffusé sur Channel 4 le 16 décembre 2014. Écrit par le créateur de la série, Charlie Brooker, ce special dure 75 minutes au lieu des 45 minutes des épisodes réguliers.
Sous la forme de trois histoires centrées sur le personnage interprété par Jon Hamm, l'épisode - poursuivant la tradition de la série - met en scène un futur imminent où la technologie remet en question notre humanité. Construit pour provoquer un malaise chez le téléspectateur, l'épisode interroge notre rapport vis-à-vis de ces nouveaux outils numériques, mais aussi envers l'autre. Situé dans un environnement familier qui pourrait être celui de « demain matin », Blanc comme neige traite plus spécifiquement de l'intrusion dans la vie privée (poussée à l'extrême) que certains de ces outils ont déjà impliqué, entraînant voyeurisme, manipulation et autres dérives menaçant nos libertés individuelles.

## Contexte
Black Mirror est une série d'anthologie dont les épisodes sont liés par un thème commun, là où les autres séries conservent généralement les mêmes acteurs dans les différents épisodes. Chaque épisode est ainsi interprété par des acteurs différents dans des lieux et des époques distinctes. Black Mirror étant une série dystopique et satirique sur les dangers de la technologie, le thème se concentre sur les conséquences imprévues de celle-ci sur nos existences dans un futur proche, voire immédiat.
Tentant de résumer l'argument de sa série, Brooker écrit : « [les épisodes] traitent tous de la façon dont nous vivons maintenant - et de la façon dont nous pourrions vivre dans 10 minutes si nous sommes maladroits », ajoutant que le « black mirror » du titre fait référence aux écrans éteints de nos ordinateurs, nos téléviseurs et nos smartphones.

## Résumé

### Introduction
Joe Potter et Matt Trent travaillent ensemble depuis cinq ans dans une maison isolée, et coincés par de fortes chutes de neige, ils s'apprêtent à célébrer Noël. Pour une fois, Matt tente d'en savoir un peu plus sur Joe. Celui-ci est réticent à évoquer son passé, et questionne plutôt Matt sur le sien. Trop content d'en avoir enfin l'occasion, Matt se lance dans la narration de son histoire.

### Première partie
Il commence à décrire un monde où les gens peuvent maintenant accéder à Internet via un appareil implanté dans leurs yeux, surnommé Z-Eye. Matt était à l'époque un coach de séduction offrant ses services à des hommes célibataires tentant désespérément de plaire aux femmes. L'un de ses clients, le timide Harry, le contacte pour l'aider au cours de la soirée de Noël organisée par une entreprise qui n'est pas la sienne. Par le biais du Z-Eye, Matt le guide tout au long de la soirée. Cependant, Matt n'est pas le seul témoin des tentatives de Harry, puisqu'un groupe d'autres hommes célibataires visionnent également ce qui se passe pour Harry, tout en lui faisant part de leurs commentaires et suggestions. En utilisant les informations glanées par Matt sur les réseaux sociaux, Harry réussit à convaincre une des participantes, Jennifer, qu'il travaille bien pour la même compagnie, et elle accepte finalement de le laisser la raccompagner.
Persuadé qu'il est sur le point d'avoir des relations sexuelles avec elle, il accepte sans se méfier un verre d'alcool fort. Jennifer lui apprend alors que, pendant la soirée, alors que Matt croyait être seul, elle l'a vu converser avec des personnes invisibles, et qu'elle-même entend plusieurs voix discordantes dans sa tête. Harry et les hommes qui regardent finissent petit à petit par comprendre qu'elle est schizophrène et qu'elle est en train de l'empoisonner. Harry, déjà affaibli, demande de l'aide à ses spectateurs virtuels. Mais elle le force à boire un autre verre de poison pour se libérer de leur maladie commune par le suicide. Matt est arrêté quelque temps après pour avoir indirectement causé la mort de Harry. Lorsqu'il tente de s'expliquer auprès de sa femme, celle-ci le « bloque » en utilisant son Z-Eye, les rendant dorénavant invisibles et inaudibles l'un pour l'autre, remplaçant leur corps par une image pixelisée et brouillée. Matt explique à Joe que c'est à la suite de cet événement qu'il s'est retrouvé dans cette maison isolée, mais ajoute qu'aider ses clients à séduire des femmes n'était qu'un hobby, et il lui explique quel était son vrai métier.

### Deuxième partie
Greta, une femme riche et exigeante, patiente à l'hôpital en vue d'une opération. L’anesthésiste lui demande de compter à l'envers à partir de 10 jusqu'à ce qu'elle soit sédatée. Alors qu'elle compte, elle subit une expérience extra-corporelle, et se retrouve enfermée dans un appareil électronique portable. Lorsqu'elle reprend conscience, elle se retrouve chez elle, à l'intérieur de l'appareil. Confuse et terrifiée, elle est accueillie par Matt, employé de Smart Elligence. Il lui explique qu'elle est devenue ce qui est appelé un Mouchard (ou Cookie dans la version originale), une copie numérique de la conscience de Greta dont le rôle est de gérer la maison intelligente de la vraie Greta, dont elle connaît parfaitement les goûts et les habitudes, puisqu'elle en est un clone numérique. Matt lui crée un corps virtuel et la place dans une pièce uniquement équipée d'un panneau de contrôle, permettant de gérer la maison. Mais le Mouchard, la copie de Greta, refuse de croire qu'elle n'est pas réelle, maintient qu'elle n'est pas une esclave, et n'accepte pas de travailler. La fonction de Matt est de briser la volonté de ces copies numériques pour les faire obéir et les rendre performantes, au service de leurs propriétaires. Pour cela, il utilise une forme de torture qui consiste à changer la perception que les Mouchards ont du temps : quelques secondes durent pour eux plusieurs semaines, où ils sont plongés dans un néant blanc où il n'y a rien à faire. Traumatisée par l'expérience de solitude et de complète inactivité après trois semaines isolée dans cette pièce vide virtuelle, la copie de Greta refuse néanmoins de se mettre au travail. Matt répète le processus, en l'isolant pendant ce qu'elle perçoit comme étant six mois. Rendue folle par l'isolement et l'absence de toute activité, le Mouchard finit par réclamer elle-même du travail et se soumettre ainsi à son nouveau rôle.
Joe est outré par le choix de Matt de baser sa carrière sur la torture psychologique d'un être numérique intelligent et conscient, afin de le soumettre aux envies de leurs propriétaires. Matt finit par décréter que Joe fait preuve de trop d'empathie, pour se soucier d'un programme informatique artificiel. Il lui demande à nouveau ce qui l'a conduit à se retrouver là. Aidé par plusieurs verres d'alcool, Joe finit par se confier.

### Troisième partie
Joe était en couple avec Beth depuis plusieurs années lorsque celle-ci tomba enceinte. Après une violente dispute sur l'avenir de leur couple, Beth finit par lui dire qu'elle ne veut pas de cet enfant et qu'elle va se faire avorter, avant de le bloquer après que Joe l'a insultée. Elle quitte leur appartement le lendemain matin sans laisser d'adresse. Tentant désespérément de s'excuser, il découvre qu'elle a également démissionné de son emploi. Finalement, après plusieurs mois, il tombe par hasard sur elle. Alors qu'il tente de lui parler et d'avoir quelques explications, Beth le fait arrêter et Joe est condamné à une ordonnance restrictive et légalement « bloqué » de tout ce qui concerne Beth et son futur enfant. Il tente de lui écrire plusieurs lettres d'excuses auxquelles elle ne répond jamais. Déterminé à voir son enfant, il la suit jusqu'à la maison de son père avec qui elle passe Noël tous les ans. Caché dans les bois, il aperçoit Beth et le bébé, tous les deux des silhouettes floutées. Le même scénario se reproduit pendant quatre ans, au cours desquels Joe a pris l'habitude de laisser un cadeau pour l'enfant sur le pas de la porte. Malgré le blocage, il devine que la silhouette est celle d'une petite fille.
Un jour où il regardait les informations, Joe apprend que Beth est morte dans un accident de train. Il comprend que cela rend le blocage caduque, et, impatient de voir enfin sa fille, Joe se rend chez son ex-beau-père avec une boule à neige comme cadeau. Alors qu'il approche de la maison, il aperçoit la fille jouer dans le jardin, et réalise qu'elle a des traits asiatiques. Il comprend que Beth le trompait avec son ami Tim, et que c'était finalement la raison de sa volonté d'avortement, et par extension, de son refus d'impliquer Joe dans la vie de sa fille. Dévasté, Joe suit la fillette dans la maison où il demande au père de Beth des explications. Celui-ci admet avoir volontairement intercepté et détruit ses lettres avant que Beth puisse les lire. Plein de rage, Joe frappe le père de Beth à la tête avec la boule à neige. Le père s'écroule et meurt. Joe vit en fugitif pendant deux mois avant d'être appréhendé par la police.

### Conclusion
Lorsque Matt demande ce qui est arrivé à la fille de Beth, Joe est initialement vague, clamant qu'il ne sait pas. Mais il s'avère que la fillette, après avoir découvert son grand-père mort dans la cuisine, est sortie pour chercher de l'aide où elle est morte de froid. Joe éclate en sanglots, admettant qu'il est responsable de la mort de deux êtres innocents. Matt semble soudain satisfait de sa « confession » et Joe se rend compte que la pièce où ils se trouvent est une réplique de la cuisine du père de Beth, et Matt disparaît. « Joe » réalise alors avec horreur qu'il est en fait une copie virtuelle comme celle de Greta, et que le vrai Joe refuse d'avouer le meurtre de son ex-beau-père. La police a donc fait appel à Matt pour extirper une confession de son Mouchard.
Alors que le vrai Joe est inculpé, Matt rappelle à la police qu'il a accompli sa part du marché et que la police doit abandonner ses charges pour son implication dans le meurtre de Harry. L'officier de police Holder lui annonce qu'il va être libéré, mais qu'il va être inscrit sur la liste des délinquants sexuels, ce qui implique un blocage complet de l'ensemble des autres humains. Tous les gens qu'il croise seront dorénavant brouillés, alors que ces personnes distingueront sa silhouette floutée et colorée en rouge, en raison de son appartenance à la catégorie des anciens ou actuels criminels. Le double de Joe est quant à lui coincé dans la maison dans une journée de Noël programmée pour durer mille ans virtuels par minute terrestre via le même mécanisme que celui par lequel Matt torturait le Mouchard de Greta ; pris au piège, il est forcé d'écouter en boucle la chanson qui passait lorsqu'il a tué le père de Beth (s'il casse la radio, celle-ci réapparaît et le son devient plus fort), alors que la fenêtre donne sur le corps de la fillette dont il a provoqué la mort.

## Fiche technique
- Titre français : Blanc comme neige
- Titre original : White Christmas
- Réalisation : Carl Tibbetts
- Scénario : Charlie Brooker
- Photographie : George Steel
- Montage :
- Décors : Caroline Barclay et Robyn Paiba
- Costumes : Sharon Gilham
- Musique : Jon Opstad
- Production : Barney Reisz, Charlie Brooker et Annabel Jones
- Sociétés de production : Zeppotron
- Durée : 75 minutes
- Pays d'origine : Royaume-Uni
- Diffusion originale :
  -  Royaume-Uni : le 16 décembre 2014 sur Channel 4
  -  France : le 17 septembre 2015 sur France 4[3]

## Distribution
- Jon Hamm (VF : Bruno Choël) : Matt Trent
- Rafe Spall (VF : Stéphane Pouplard) : Joe Potter
- Oona Chaplin (VF : Sylvie Jacob) : Greta
- Natalia Tena (VF : Camille Donda) : Jennifer
- Janet Montgomery (VF : Isabelle Volpe) : Bethany Grey
- Rasmus Hardiker (VF : Adrien Larmande) : Harry
- Zahra Ahmadi : Gita
- Robin Weaver : Holder
- Dan Li : Tim
- Verity Marshall (VF : Josy Bernard) : Amy
- Ken Drury (VF : Antoine Tomé) : Gordon
- Ian Keir Attard (VF : Jean Rieffel) : Dawson
- Esther Smith : Madge

- source VF

## Production

### Développement
L'épisode spécial de 90 minutes (en comptant les publicités) est annoncé en août 2014, pour une diffusion pendant les vacances de Noël sur Channel 4. Charlie Brooker a par la suite expliqué que « si nous devons faire un super-épisode de Black Mirror, la période de Noël me semble être le moment idéal, bien plus qu'Halloween. Pour moi, c'est un moment ensorcelant qui donne aux choses un effet différent. » Un trailer de l'épisode a été diffusé le 4 décembre.

### Casting
Jon Hamm, Oona Chaplin et Rafe Spall sont choisis pour interpréter les personnages principaux dans un épisode qui promet d'être « le plus époustouflant de la série, où trois histoires de techno-paranoïa s'entrecroisent autour de Noël. » Hamm, connu pour sa participation à la série Mad Men, a déclaré qu'il était depuis longtemps un fan de Black Mirror et de Charlie Brooker : « j'ai une étrange prédilection pour les excentricités britanniques, et [la série] n'est pas une exception. J'ai demandé à mon agent de rencontrer M. Brooker. Je ne savais pas à l'époque qu'il travaillait sur un Christmas Special, j'aimais juste ce qu'il faisait et je voulais le rencontrer. » Brooker a par la suite qualifié son casting de fortuit. À l'inverse de Hamm, Rafe Spall a accepté le rôle sans jamais avoir vu un épisode de la série, mais après avoir lu le script d'un épisode précédent. Chaplin, dont la carrière a été relancée par son rôle dans Game of Thrones et qui a récemment déménagé à Los Angeles, a également salué le scénario, déclarant qu'elle « avait l'intention de rester [aux États-Unis] pendant un an, et voilà qu'à peine une semaine plus tard, me revoilà au Royaume-Uni pour tourner la série. »

## Accueil

### Accueil critique
L'épisode a reçu un bon accueil critique. The Guardian a salué la satire comique de l'épisode et noté que la « sentimentalité est compensée par une intelligence tordue ; le brio et l'imagination de Brooker survolent n'importe quelle lacune de continuité. » The Telegraph a donné à l'épisode 4 étoiles sur 5 et qualifié l'épisode de « palpitant ; un divertissement d'évasion qui reste malgré tout ancré dans la réalité ». Le critique a assimilé l'épisode au meilleur de Black Mirror, expliquant qu'il exagérait l'actuelle obsession technologique en lui donnant des effets subtils mais terrifiants, « comme une sorte de cauchemar de Noël qui nous rappelle que vénérer nos outils numériques équivalait à en devenir les pathétiques esclaves. »
Dans The Independent, une autre critique résume que l'épisode était « génial dans sa représentation de notre culture technologique, mais aussi simplement génial ; bons acteurs, parfaitement structuré et véritablement inconfortable. » En comparant ce Christmas Special avec les autres diffusés à la même période de Noël, elle conclut que « à une époque où on nous abreuve d'épisodes pleins de mièvrerie s'entassant sur nos écrans tels des congères, ce regard oblique sur l'humanité est bienvenu. » Le webzine IGN donne à l'épisode la note de 8.5/10, saluant le casting, tout en regrettant le rôle sous-développé de Chaplin, mais saluant l'interprétation de Spall, car, bien que Hamm soit LA star de l'épisode, « c'est vraiment [Spall] qui brille le plus au cours des 90 minutes de l'épisode, alors qu'on comprend peu à peu la profondeur de sa souffrance. »
En France, un blog rattaché au Monde résume que « C'est [la] négation d'autrui (au détriment de sa propre remise en cause) qui sert de colonne vertébrale à cet épisode de Black Mirror », ajoutant que « l'ambition clairement affichée par Black Mirror est de ne pas nous laisser tranquille, de nous obliger à penser le monde de demain matin en prenant en compte les dangers qu'il comporte. »